# Scary Movie
Scary Movie ist eine Horrorkomödie aus dem Jahr 2000, die Horrorfilme persifliert. In den Jahren 2001, 2003, 2006 und 2013 entstanden die Fortsetzungen Scary Movie 2, Scary Movie 3, Scary Movie 4 und Scary Movie 5.

## Handlung
Die junge High-School-Studentin Drew Decker erhält zu Hause einen Drohanruf. Der Ghostface-Killer jagt sie nach draußen, wo er ihr in die Brust sticht und ein Implantat herausholt. Sie wird vom Auto ihres Vaters, der durch Oralsex abgelenkt ist, in die Luft geschleudert und schließlich von Ghostface ermordet.
Am nächsten Tag trifft sich Cindy Campbell, deren Vater mit kolumbianischen Drogenhändlern zu tun hat, an der B.A. Corpse High School mit ihrem Freund Bobby und den befreundeten Paaren Greg und Buffy sowie Brenda und Ray. Währenddessen versucht die Klatschreporterin Gail Hailstorm, die wie andere TV-Teams über den Mord berichtet, Buffys geistig behindertem Bruder Doofy, der einen Polizisten mimt, Informationen zu entlocken. Beim langweiligen Unterricht erhält Cindy eine Notiz: „I Know What You Did Last Halloween“. Greg findet in der Umkleidekabine ein Foto seines kleinen Penis mit der Aufschrift „I Know“.
Als die sechs Freunde darüber reden, wird Cindy klar, dass vor genau einem Jahr an Halloween der Unfall passiert ist, den sie seitdem verschweigen. Damals waren sie mit dem Auto unterwegs und verhielten sich dabei so wild, dass sie versehentlich einen Mann auf der Straße überfuhren. Während sie panisch diskutierten, merkten sie nicht, dass das Opfer noch lebte. Sie warfen den Mann in ein Hafenbecken und vereinbarten, den Vorfall zu verschweigen.
Bei einem Schönheitswettbewerb am Abend möchte Buffy eine dramatische Szene aufführen. Dann schreit sie in Wirklichkeit, weil Greg vor ihren Augen von Ghostface ermordet wird, doch das Publikum versteht es als Teil der Aufführung. Buffy wird zur Siegerin gekürt und vergisst den Mord. Cindy wird am Abend zu Hause von Ghostface angerufen und auch persönlich bedroht. Sie schließt sich ein und alarmiert die Polizei; der Killer verschwindet. Dann taucht allerdings Bobby mit einem Messer und Telefon auf. Cindy hält ihn für den Mörder und die Polizei verhaftet ihn. Daraufhin geht Cindy zu Buffy, wo sie einen weiteren Anruf von Ghostface erhält.
Am nächsten Morgen kommt Bobby frei. Cindy versucht sich vergeblich der Sportlehrerin Miss Mann anzuvertrauen, die sich als Transgender erweist. Buffy freut sich immer noch über ihren Titel als Schönheitskönigin und ignoriert Cindys Warnung. Ghostface köpft sie und steckt ihren immer noch redenden Kopf in eine Tonne. Gail interviewt live Heather, die gerade von Ghostface ermordet wird. Brenda und Ray gehen am Abend ins Kino, um sich Shakespeare in Love anzusehen. Kurz vor Beginn des Films muss Ray nochmal zur Toilette. Dort wird sein Kopf von einem Penis durchbohrt. Dann setzt sich Ghostface neben Brenda. Er kommt jedoch nicht dazu, sie zu töten – das tun die anderen Zuschauer, die sich über Brendas lautes Gerede ärgern.
Währenddessen veranstaltet Cindy eine Party in ihrem völlig überfüllten Haus. Eine Besucherin wird beim Bierholen in der Garage getötet. Bobby kommt mit Verspätung und geht mit seiner Freundin aufs Zimmer. Die noch jungfräuliche Cindy lässt sich auf ihren ersten Sex ein. Bobby kommt dabei so stark, dass Cindy durch seinen Orgasmus an die Zimmerdecke geschleudert wird. Währenddessen vergnügt sich Ghostface mit Shorty und dessen Kiffer-Freunden, die er schließlich mit seinem Schauerhaken tötet. Danach kommt Ghostface in Cindys Zimmer und sticht auf Bobby ein. Cindy schnappt sich eine Pistole, Bobby folgt ihr zur Haustür und dann kommt auch Shorty hinzu, der sagt, dass alle andere Partygäste das Haus verlassen haben. Bobby erschießt Shorty und dann taucht Ray auf.
Bobby und Ray sprechen über fehlende Logik in Horrorfilmen und offenbaren Cindy in der Küche, dass sie die junge Frau und ihren Vater ermorden wollen. Dabei seien sie, so sagen sie, nicht die eigentlichen Mörder, sondern nur Nachahmungstäter. Sie wollen auch gegenseitig auf sich einstechen. Ray wird wütend und sticht heftig auf Bobby ein, bevor er selbst von Ghostface erstochen wird. Dann kommt es zum Kampf zwischen Cindy und Ghostface, wobei Cindy den Killer durchs Fenster tritt. Bevor die Polizei eintrifft, ist er verschwunden.
Auf dem Polizeirevier spricht Cindy mit dem Sheriff und kommt zu der Erkenntnis, dass Doofy als einziger Unbeteiligter über den Autounfall vor einem Jahr Bescheid weiß. Doofy hat seine geistige Behinderung nur vorgetäuscht und fährt ohne seine Verkleidung mit Gail davon. Cindy kommt zu spät und wird schließlich auf der Straße von einem anderen Auto erwischt.

## Besetzung und Synchronisation
Die deutsche Synchronisation entstand unter dem Dialogbuch von Kim Hasper und der Dialogregie von Frank Schaff durch die Synchronfirma Studio Babelsberg.
| Rolle          | Darsteller        | Synchronsprecher   |
| -------------- | ----------------- | ------------------ |
| Cindy Campbell | Anna Faris        | Marie Bierstedt    |
| Bobby Prinze   | Jon Abrahams      | Kim Hasper         |
| Buffy Gilmore  | Shannon Elizabeth | Sonja Spuhl        |
| Greg Phillipe  | Lochlyn Munro     | Dennis Schmidt-Foß |
| Ray Wilkins    | Shawn Wayans      | Marius Clarén      |
| Brenda Meeks   | Regina Hall       | Bianca Krahl       |
| Shorty Meeks   | Marlon Wayans     | Bernhard Völger    |
| Doofy Gilmore  | Dave Sheridan     | Frank Schaff       |
| Drew Decker    | Carmen Electra    | Ranja Bonalana     |
| Gail Hailstorm | Cheri Oteri       | Sabine Jaeger      |
| Sheriff        | Kurt Fuller       | Frank-Otto Schenk  |
| Cindys Vater   | Rick Ducommun     | Frank Ciazynski    |

## Parodie

### Grundsätzliches
Der Film ist eine Parodie mit zahlreichen Anspielungen auf andere bekannte Produktionen aus dem Genre des Horrorfilms. Die zentrale Grundlage bildet der Film Scream – Schrei!, woraus ganze Szenen nachgespielt bzw. parodiert werden. In einer Szene spricht Shorty davon, wie sehr der aktuelle Moment einer Szene dem Film ähnelt.
Die Eröffnungsszene imitiert die Vorlage. Der Name des ersten Opfers, Drew Decker, spielt auf Drew Barrymore an, die in dieser Szene Casey Becker spielt. „Cindy Campbell“ ist eine Anspielung auf Neve Campbell, die die Hauptrolle bei Scream – Schrei! gespielt hat, und ihren Rollennamen Sidney. Dort gab es auch einen Charakter namens Randy Meeks (hier abgewandelt zu „Brenda Meeks“) und eine Reporterin namens Gale Weathers.
Aus Ich weiß, was du letzten Sommer getan hast stammen der Verkehrsunfall und das nachfolgende Versenken der vermeintlichen Leiche, der Mord auf der Empore während eines Schönheitswettbewerbs, den eine Protagonistin beobachtet, sowie der Handhaken, den der Mörder benutzt. Der Name „Buffy Gilmore“ weist auf Sarah Michelle Gellars Rolle als Vampirjägerin Buffy hin, das Engagement von Freddie Prinze junior wird durch die Verwendung des Namens „Bobby Prinze“ gewürdigt.
Außerdem kann man Verweise auf Blair Witch Project, The Sixth Sense, Die üblichen Verdächtigen und American Pie – Wie ein heißer Apfelkuchen u. a. erkennen; aus Matrix werden Kampfszenen mit dem Bullet-Time-Effekt dargestellt.
Es werden Zitate aus Filmen direkt übernommen, so zum Beispiel „Ich kann tote Menschen sehen!“ aus The Sixth Sense oder „Es gibt einige Regeln, um einen Horrorfilm zu überleben“ aus Scream – Schrei!, daneben gibt es abgeänderte Zitate wie zum Beispiel „Lauf, Schlampe, lauf!“, basierend auf Forrest Gumps „Lauf, Forrest, lauf!“.

### Liste der parodierten Filme/Fernsehserien
Diese Liste gibt an, welche Filme/Fernsehserien im ersten Scary Movie-Film parodiert werden:
- Amistad
- American Pie – Wie ein heißer Apfelkuchen
- Basic Instinct
- Baywatch
- Blair Witch Project
- Dawson’s Creek
- Die üblichen Verdächtigen
- Drei Engel für Charlie
- Düstere Legenden
- Election
- Der Exorzist
- Ey Mann, wo is’ mein Auto?
- Freitag der 13. (Filmreihe)
- Forrest Gump
- Halloween – Die Nacht des Grauens
- Ich weiß, was du letzten Sommer getan hast
- Ich weiß noch immer, was du letzten Sommer getan hast
- Matrix
- Miss Undercover
- Pulp Fiction
- Scream – Schrei!
- Scream 2
- Scream 3
- Shining
- Sleepy Hollow
- The Sixth Sense
- Thinner – Der Fluch
- Titanic
- Verstehen Sie Spaß? (nur in der dt. Fassung)
- Wonderland
- 10 Dinge die ich an dir hasse

## Sonstiges
- Der Produktionstitel von Scary Movie war Scream if you know what I did last Halloween. (dt. „Schrei, wenn du weißt, was ich letztes Halloween getan habe“)
- Scary Movie war der Arbeitstitel für Scream – Schrei!, der auch von Dimension Films veröffentlicht wurde.
- Mit 19 Millionen Dollar ist dies der am günstigsten produzierte Film der Reihe.[2] Bei den Fortsetzungen betrugen die Produktionskosten jeweils rund 45 Millionen Dollar.
- In der Anfangsszene nimmt Carmen Electra im Original Bezug auf Shaquille O’Neals Mangel an Schauspielkunst in Kazaam – Der Geist aus der Flasche. Dennoch ließ es sich Shaquille später nicht nehmen, in Scary Movie 4 in einer Nebenrolle mitzuwirken. In der deutschen Synchronisation des Films ist jedoch von dem Film Spice World die Rede.
- In einer Szene auf dem Schulhof machen die Schüler Witze über Horrorfilme. Greg sagt dabei, wenn sie sich in einem Horrorfilm befänden, würden ihre Rollen sicherlich von Menschen gespielt, die schon Ende 20 oder Anfang 30 wären. Lochlyn Munro, der Gregs Rolle spielt, war bei Filmstart 34 Jahre alt.
- Beim Polizeirevier hängt ein Poster mit dem Text „Serve, Protect, Shoot to kill“, was „Dienen, Schützen, Schießen, um zu töten“ bedeutet. Dabei handelt es sich um eine Parodie des Schriftzugs „to protect and to serve“ (dt. „(um zu) schützen und dienen“), welcher auf den Polizeiautos in den USA steht.
- Der Name der Schule lautet „B. A. Corpse High School“; „B. A. Corpse“ ist ein Homonym für die Aufforderung „Be a corpse“, was auf Deutsch „Sei eine Leiche“ bedeutet.
- Im Büro der „Sportlehrerin“ hängt eine Uniform der Waffen-SS.
- Der US-amerikanische Schauspieler James Van Der Beek ist zu Beginn des Films kurz in einem Cameo-Auftritt in seiner Rolle des Dawson Leery, bekannt aus der Serie Dawson’s Creek, zu sehen.[3] Dieser betritt kurz das Set von Scary Movie und verlässt es mit dem Satz „Oh, falsches Set“, während die Titelmelodie aus Dawson’s Creek im Hintergrund zu hören ist.
- Die Szene, in der der Killer, Shorty und dessen Freunde „Was geht ab?!“ ins Telefon brüllen, ist eine Verulkung einer amerikanischen Werbekampagne für die Biermarke Budweiser mit dem Sammeltitel „Wassup?!“.
- Im Kühlschrank befinden sich Bierflaschen der Sorten „Satan“ und „Killer“, wobei das „Killer“-Logo von der Schriftart her sehr an das Logo der Biermarke Miller erinnert.
- Im selben Jahr (2000) erschien der Film Shriek – Schrei, wenn du weißt, was ich letzten Freitag, den 13. getan habe, der stark an Scary Movie erinnert.

## Kritik
Der Film wurde überwiegend positiv bewertet: Die Chicago Sun-Times und ReelViews vergaben jeweils vier von fünf Sternen, während filmcritic.com Scary Movie mit zweieinhalb von fünf Sternen bewertete.

„Der Versuch einer Parodie des über seine Teenager-Varianten ohnehin zur Parodie verkommenen Horror-Genres, der sich allenfalls durch seine Überdeutlichkeit positionieren kann. Zugleich eine Zitation zahlreicher Schmuddelkomödien, die unverblümt schwarze und weiße Kids samt ihren popkulturellen Vorlieben vorführt, was teils drastisch, nie aber wirklich witzig ausfällt.“

„(…) Wer über Masturbation mit dem Staubsauger und Intimrasur mit der Heckenschere lachen kann, dem sei ‚Scary Movie‘ wärmstens ans Herz gelegt. Alle Freunde des anspruchsvolleren Humors können sich hingegen mit der selbstreflexiv-ironischen Killer-Karikatur trösten, die trotz oder gerade wegen ihrer mangelnden Cleverness jede Menge Sympathiepunkte sammelt.“

## Auszeichnungen
- 2000: Goldene Leinwand
- 2000: Teen Choice Award
- diverse individuelle Auszeichnungen